# Xã Summit, Quận Richland, Bắc Dakota
Xã Summit (tiếng Anh: Summit Township) là một xã thuộc quận Richland, tiểu bang Bắc Dakota, Hoa Kỳ. Năm 2010, dân số của xã này là 217 người.